# Jean-Jacques Ruhlmann
Jean-Jacques Ruhlmann (* 18. Mai 1952) ist ein französischer Jazzmusiker (Sopransaxophon, Klarinetten, auch Flöte, Komposition).

## Leben und Wirken
Ruhlmann erhielt seit dem Alter von acht Jahren an der Musikschule in Nogent-le-Rotrou klassischen Klarinettenunterricht. Im Alter von 15 Jahren begann er, mit dem Gitarristen Francis-Alfred Moerman sowie in verschiedenen Rhythm-’n’-Blues-Bands aufzutreten. Er studierte an der Sorbonne Musikwissenschaften und erlangte parallel Konzertdiplome am Pariser Konservatorium.
Gemeinsam mit dem Pianisten François Couturier sowie weiteren Musikern wie Roland Merle, Christian Gentet und Bertrand Maillot sowie später Philippe Maté, François Mechali und Merzak Mouthana bildete Ruhlmann die Band Jazz Impression, die seit 1978 zwei Alben vorlegte und für die er auch komponierte. Dann gehörte er zum Quintett von Jacques Thollot. Henri Texier und Albert Mangelsdorff holten ihn in die erste Ausgabe des Deutsch-Französischen Jazz Ensembles, für das er ebenfalls komponierte und mit dem er neben Musikern wie Markus Stockhausen und Christof Lauer das Album Patchwork Dinard (1982) einspielte. In den nächsten Jahren gehörte er zur Bigband Europamerica von Jef Gilson und zu François Jeanneaus Pandemonium, dem Jazz Workshop Orchestra in Berlin sowie den Quartetten von Mike O’Neil und Paul Davies.
1990 bildete Ruhlmann eine eigene Bigband, zu der Musiker wie Jean-Rémy Guédon, Marc Steckar, Jean-Michel Pilc, Laurent Desmurs und Dominique Pifarély gehörten, mit der er zahlreiche Auftritte hatte und das Album Windows aufnahm. Gemeinsam mit einem Sextett um den Gitarristen Pascal Ducourtioux und J. F. Jenny-Clark entstand 1995 das Album Un Ciel de Traîne.
Mit Jean-Philippe Viret und Louis Moutin arbeitete er im Trio. Im Quartet Alada arbeitete er mit François Couturier, Marc-Michel Le Bévillon und François Verly, im Dérives Jazz Quartet mit Pascal Ducourtioux, Alexandre Gosse und Adel Azouz, welches die Alben Simple (1997) und Sans Fin (Cristal Records 2002) einspielte. Weiterhin gehörte er zu Bertrand Renaudins ZoomTop Orchestra, mit dem mehrere Alben entstanden. Mit Alain Grange und Olivier Cahours bildete er das Trio Palacio, für das er auch komponierte. Er ist auch auf Alben von Bob Tinker & Friends sowie Akiba zu hören.
Seine Komposition „Connexion 7“ entstand für das Orchestre National de Jazz unter Leitung von Antoine Hervé. Für Filme von Philippe Vallois (Wir waren ein Mann) und André Lindon schrieb er Filmmusiken, für eine Pantomime von Milan Sladek eine Theatermusik. Ferner schrieb er sinfonische und Kammermusik sowie die Kinderoper Trois arbres et un trésor.

## Diskographische Hinweise
- Impression, Jean-Jacques Ruhlmann: Énigme Infinie (Disques JAM 1981)[3]
- Jean-Jacques Ruhlmann Big Band: Windows (JJR 1990)
- J.F. Jenny-Clark, P. Allaire, P. Chaignon, J.J. Ruhlmann, B. Dagada, P. Ducourtioux: Un Ciel de Traîne (CC Productions 1995)
- Palacio D'un Océan a l'autre (Ô Jazz! 2019)